# Laphria futilis
Laphria futilis är en tvåvingeart som beskrevs av Wulp 1872. Laphria futilis ingår i släktet Laphria och familjen rovflugor. Inga underarter finns listade i Catalogue of Life.